# Robert Mozley
Robert Mozley (vollständig: Robert Fred Mozley; * 18. April 1917 in Boston; † 24. Mai 1999 in Stanford, Vereinigte Staaten) war ein US-amerikanischer Elementarteilchen-Physiker und Hochschullehrer.

## Leben
Mozley machte seinen Bachelor 1938 an der Harvard University. Danach ging er als High-School-Lehrer nach Hawaii und unternahm ausgedehnte Reisen durch Asien. Er reiste dabei auch nach Japan und in die von Japan okkupierten Länder Korea und China. 1941, kurz bevor die USA in den Krieg eintraten, kehrte er zurück und arbeitete während des Krieges bei der Sperry Corporation. Hier entwarf er eine automatische Verfolgungseinheit für den B-29-Bomber.
Nach Kriegsende schrieb Mozley sich in der University of California, Berkeley ein. Er studierte bei Wolfgang Panofsky und Luis Walter Alvarez und nahm an der Konstruktion des ersten Linearbeschleunigers für Protonen teil.
Zunächst wollte Mozley seine Doktorarbeit über die Halbwertszeit der Neutronen schreiben. Dazu baute er eine Versuchsanordnung auf, um die Zerfallsprodukte des Neutrons in einem Elektronen-Speicherring aufzufangen. Dieses Unternehmen fand ein abruptes Ende, als seine ganze Versuchsanordnung durch die Explosion einer Bank von mit Stickstoff gefüllten Zylindern zerstört wurde.
Daraufhin startete er mit einem neuen Thema, nämlich der Bestimmung der Ordnungszahl in Abhängigkeit der Produktion von Pionen. Dazu benutzte er einen von Jack Steinberger gebauten Apparat.
1950 promovierte Mozley an der University of California, Berkeley mit einer Arbeit zum Thema Production of pi+ photo mesons as a function of atomic number.
Nach seiner Promotion lehrte und forschte Mozley zunächst an der Princeton University. 1953 wurde Mozley Assistant Professor am Hansen Experimental Physics Laboratory (HEPL) der Stanford University. Hier verbesserte er das Design und die Funktion des MARK III GeV Linearbeschleunigers. Dann arbeitete er am Design des Stanford-Linearbeschleunigers (SLAC) mit. In den 1950er Jahren war der spätere Nobelpreisgewinner Richard Edward Taylor sein Schüler und Doktorand. 1962 wurde Mozley als ordentlicher Professor an die Fakultät für Physik der Stanford University berufen. Dort arbeitete er bis zu seiner Emeritierung 1987.
Nach seiner Emeritierung zog Mozley nach Washington, D.C. um, wo er an Problemen der Rüstungskontrolle arbeitete. Er gehörte zur Federation of American Scientists, die zusammen mit der Friedensbewegung sowjetischer Wissenschaftler versuchte das Wettrüsten zu beenden. 1989 begann er sich auf den Kampf gegen die Weitergabe von Kernwaffen zu konzentrieren. Er schrieb einen Artikel Uranium Enrichment Technology and Other Technical Problems Relating to Nuclear Weapons Proliferation, den er zusammen mit Kollegen des Stanford's Center for International Security and Arms Control veröffentlichte. Während eines Aufenthaltes 1994 in der Villa Serbelloni in Bellagio, Italien (Bellagio Center) begann er die Arbeit an seinem Buch The Politics and Technology of Nuclear Proliferation, das 1998 veröffentlicht wurde.
1999 starb er im Stanford Hospital an Komplikationen einer Operation.

## Forschungsinteressen
Mozley entwickelte und leitete die zwei Meter lange Streamer-Kammer, die 1967 am SLAC eingesetzt wurde. Die Streamer-Kammer ähnelte der Blasenkammer, erlaubte den Physikern aber, bestimmte Ereignisse genauer zu studieren. Sie wurde am SLAC und an anderen Instituten eingesetzt. Mit ihrer Hilfe wurde die ρ-Meson-Resonanz entdeckt. Außerdem wurden mit ihrer Hilfe Experimente mit Kaon-Beschuss auf Wasserstoff-Atome und die Messung des Formfaktors des Myon-Zerfalls und anderer Zerfallsarten durchgeführt.
1979 war Mozley an der Konstruktion eines großen Detektors (large solid single spectrometer) am SPEAR (Stanford Positron Electron Asymmetric Rings) beteiligt. Dieser Detektor ermöglichte Messungen in der Spektroskopie der charmed Mesonen, erforschte die Eigenschaften der neu entdeckten J/ψ-Mesonen und verfeinerte die Genauigkeit der Parameter der Tau-Physik. Dazu leitete Mozley eine Kooperation von fünf Universitäten. Für diese Forschungen erhielt Burton Richter, Direktor des SLAC, 1976 den Nobelpreis. Sein Detektor wurde später von Teilchenphysikern in China kopiert.

## Engagement
Mozley war einer der Ersten, die öffentlich Alarm schlugen, wegen der Bemühungen des Verteidigungsministeriums der Vereinigten Staaten die Forschungen an Atomkernen und Elementarteilchen als geheim einzustufen. Während der späten 1970er und frühen 1980er Jahre war Mozley Repräsentant des SLAC im Senat der physikalischen Fakultät. In dieser Eigenschaft warnte er vor der zunehmenden Abhängigkeit der Forschung von finanzieller Förderung durch das Verteidigungsministerium. Zusammen mit anderen Wissenschaftlern warnte er vor der möglichen Verwendung der Forschungsergebnisse am SLAC für den Bau von Kernwaffen. Trotz dieser Warnungen verfolgte die Leitung der Universität weiter den Kurs, jegliche Forschung zu fördern und zu unterstützen, ungeachtet ihrer möglichen Verwendung.
Nach seiner Emeritierung 1987 widmete Mozley sich stärker dem Kampf gegen Massenvernichtungswaffen, hielt Vorträge und schrieb zu diesem Thema mehrere Bücher und Artikel.

## Hobbys
Mozley war ein begeisterter Wanderer und Segler. In den 1950er Jahren segelte er mit einer Nachbildung von Joshua Slocums Segelboot Spray auf dem Atlantik. In Kalifornien segelte er mehrere Male von Sausalito nach Palo Alto, San Francisco und Tomales Bay. Später segelte er zusammen mit seiner Frau in den Buchten und Flüssen von Southport, Maine, wo das Ehepaar ein Wochenendhäuschen hatte.

## Familie
Mozley war verheiratet mit Anita Ventura Mozley und hatte aus einer früheren Ehe einen Sohn.

## Veröffentlichungen (Auswahl)
- The Politics and Technology of Nuclear Proliferation, University of Washington Press, 1998, ISBN 978-0-295-97726-3
- Uranium Enrichment Technology and Other Technical Problems Relating to Nuclear Weapons Proliferation, Center for International Security and Arms Control, Stanford University, 1994, OCLC 38252903
- Production of pi-mesons by x-rays as a function of atomic number, AEC, Technical Information Division, 1950, OCLC 427939043
- Production of pi+ photo mesons as a function of atomic number, eScholarship, University of California 1950-05-29, OCLC 1035006783, Dissertation online als PDF